# Ndabili Bashingili
Ndabili Bashingili, född 28 december 1979, är en friidrottare från Botswana. Han deltog vid olympiska sommarspelen 2004 och olympiska sommarspelen 2008.